# Růžov (Bělá nad Radbuzou)
Růžov (německy Rosendorf) je zaniklá vesnice na území města Bělá nad Radbuzou, v katastrálním území Smolov v okrese Domažlice. Vesnice stála při okraji lesa nad pravým břehem Radbuzy pod severními svahy Bystřičného vrchu (618 m) asi 2,5 km jihozápadně od Bělé nad Radbuzou, 2 km jihovýchodně od Smolova, pod který Růžov dříve administrativně spadal.

## Historie

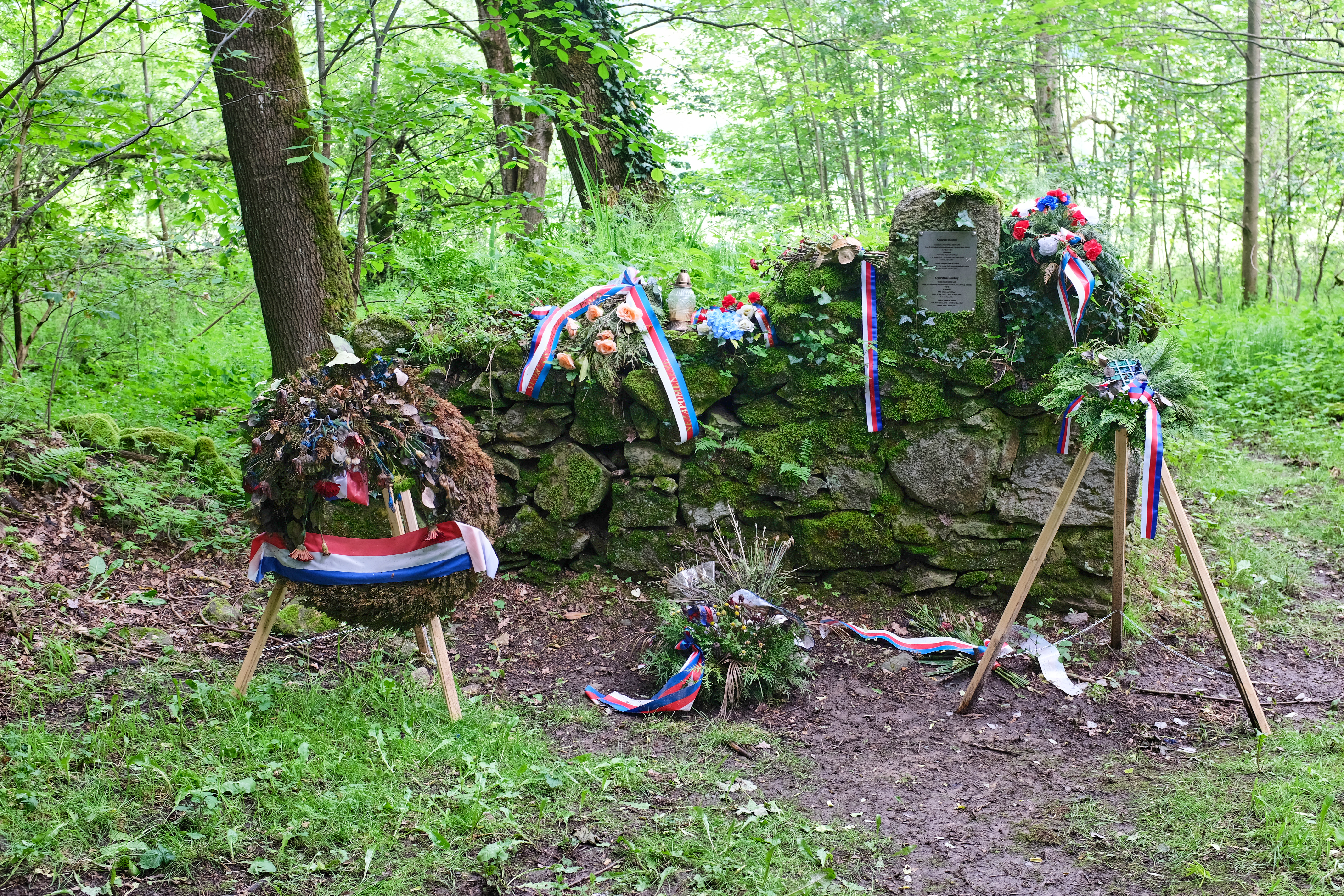
Pomník padlým americké armády

První písemná zmínka o vesnici pochází z roku 1735, kdy Jan Václav Cukr z Tamfeldu prodal pozemky v údolí Radbuzy novým osadníkům. Dle Schallera byla osada založena roku 1736 na místě bývalé růžové zahrady. Poprvé je ves zakreslena až v druhém josefské mapování z roku 1838. Osadu tvořila pouze jedna řada usedlostí nad údolím Radbuzy.
Na Radbuze stál asi 500 metrů severně od Růžova mohutný Rosendorfský mlýn, ze kterého se dochovala ruina staré mlýnice. Před mlýnem stála malá kaplička, zbudována tehdejšími mlynáři.
Po druhé světové válce postihl vesnici odsun německého obyvatelstva. Ačkoliv vesnice ležela poměrně daleko od státní hranice, bylo její dosídlení kvůli špatnému přístupu problematické. Domy byly postupně rozebírány na stavební materiál, kamenné podezdívky a sklepy byly ponechány osudu a vesnice v 50. letech 20. století zanikla. Dochovaly se jen ruiny, převážně základy zděných usedlostí.

## Obyvatelstvo
Při sčítání lidu v roce 1921 zde žilo 106 obyvatel, všichni německé národnosti. K římskokatolické církvi se hlásilo všech 106 obyvatel.
| Rok            | 1869 | 1880 | 1890 | 1900 | 1910 | 1921 | 1930 | 1950 | 1961 | 1970 | 1980 | 1991 | 2001 | 2011 |
| -------------- | ---- | ---- | ---- | ---- | ---- | ---- | ---- | ---- | ---- | ---- | ---- | ---- | ---- | ---- |
| Počet obyvatel | 116  | 91   | 104  | 100  | 108  | 106  | 89   | 7    | —    | —    | —    | —    | —    | —    |
| Počet domů     | 12   | 12   | 13   | 13   | 14   | 15   | 15   | 16   | —    | —    | —    | —    | —    | —    |

## Pamětihodnosti
Na základech původního hospodářského stavení byla 28. dubna 2006 odhalena pamětní deska, připomínající smrt dvou amerických vojáků z 42. eskadrony, kteří zde na samém konci druhé světové války dne 30. dubna 1945 padli při osvobozování Československa.

## Dostupnost
Přes území zaniklé vesnice prochází zeleně značená turistická trasa z Bělé nad Radbuzou do osady Karlova Huť, která pokračuje na Pleš, a také cyklotrasa z Bělé nad Radbuzou do zaniklé osady Eisendorfská Huť.